# Susanne Staun
Susanne Staun, född 31 december 1957 i Frederiksbergs kommun, är en dansk författare som bland annat är känd för deckarserien om beteendepsykologen Fanny Fiske. Hennes bok Døderummet nominerades av Danmark som kandidat till 2011 års Skandinaviska deckare.

## Recensioner
1. ↑  ”Artikel om 2011 års nomineringar till deckarpriset Glasnyckeln”. Arkiverad från originalet den 16 juli 2012. https://archive.is/20120716231440/http://www.albertbonniersforlag.se/press/nyheter/Leif-GW-Persson-ar-arets-kandidat-till-Glasnyckeln/. Läst 16 juli 2012.